# Orlenberg
Der Orlenberg ist ein Hügel in der nördlichen Vorderpfalz (Rheinland-Pfalz). Seine Kuppe, die eine Höhe von 190,8 m ü. NHN  aufweist, liegt knapp 500 m südlich der Autobahn 6 (Mannheim–Saarbrücken). In einem Halbkreis von Südwesten über Süden nach Osten haben Anteil am Orlenberg die Ortsgemeinden Kirchheim, Bissersheim, Großkarlbach und Laumersheim, die am Eckbach abwärts aufeinander folgen und alle zur Verbandsgemeinde Leiningerland gehören.

## Geographie
Der Orlenberg ist Teil eines niedrigen Höhenrückens, der vom westlich gelegenen Pfälzerwald her in die Rheinebene hineinragt. Über die Hügelkette, zu der nach Nordosten hin auch der Goldberg (171,1 m) gehört, verläuft die Wasserscheide zwischen den Einzugsgebieten des Eckbachs im Süden und seines linken Zuflusses Floßbach im Norden.
Am Nordosthang des Orlenbergs, zum Goldberg hin, liegt der erste steilere Anstieg, den die Autobahn 6 nimmt, um von der Rheinebene auf das Höhenniveau des Pfälzerwalds zu kommen. Regional ist der Anstieg als Laumersheimer Berg bekannt.

## Geschichte
Nahe der Kuppe des Orlenbergs, auf Großkarlbacher Gemarkung, befinden sich Reste von Flakstellungen aus dem Zweiten Weltkrieg, die den Namen Flakhäuser tragen.

## Wirtschaft
Morphologisch gehört der Orlenberg zu den Rebenhügeln im nördlichen Bereich der Deutschen Weinstraße und ist entsprechend bepflanzt. Eine Weinlage am Südhang, von der hauptsächlich Weißweine kommen, trägt den Namen Bissersheimer Orlenberg.